# Bernice Vreedzaam
Bernice Vreedzaam (Paramaribo, 1972) is een Nederlandse dichter en schrijver. 
Ze groeide op in 's Gravenzande (Zuid-Holland) en woont en werkt in Amsterdam. Haar debuutbundel 'De vogelgrens oversteken' verschijnt in september 2025 bij uitgeverij Atlas Contact.